# 가변적 가격 책정
가변적 가격 책정(dynamic pricing)은 수요와 공급에 맞춰 가격을 책정하는 방식을 말한다. 이는 수요와 공급에 따라 제품이나 서비스의 가격을 유동적으로 바꾸는 제도이며, 호텔이나 항공권, 스포츠 경기 관중석 등을 예약할 시 검색하는 시점이나 예약하려는 날짜, 주요 경기일에 따라 티켓의 가격이 달라지는 것을 예로 들 수 있다. 공급이 제한된 상황에서 수요가 많으면 티켓의 가격이 높아지고, 수요가 적으면 티켓의 가격이 낮아지기에 '수요-공급 곡선'으로 나타낼 수 있다.

## 같이 보기
- 원하는 만큼 지불
- 가격 차별